# 卡佩斯特拉诺
卡佩斯特拉诺（義大利語：Capestrano），是意大利阿奎拉省的一个市镇。总面积43.08平方公里，人口974人，人口密度22.6人/平方公里（2009年）。ISTAT代码为066019。